# Воловое (Львовская область)
Воловое (укр. Волове) — село в Бобрской городской общине Львовского района Львовской области Украины.
Население по переписи 2001 года составляло 325 человек. Занимает площадь 1,02 км². Почтовый индекс — 81221. Телефонный код — 3263.